# إنريكي غراو
إنريكي غراو (بالإسبانية: Enrique Grau) (و. 1920 – 2004 م) هو نحات، ورسام كولومبي، ولد في مدينة بنما، توفي في بوغوتا، عن عمر يناهز 84 عاماً.

## التعليم
تعلم في جامعة كولومبيا الوطنية.